# Öja bykyrka
Öja bykyrka ligger i Öja i Karleby, Österbotten. Den används av Karleby svenska församling.

## Historia
Initiativ till byggandet av bykyrkan togs av Öja Kyrkliga Ungdomskrets, en kyrklig förening med rötter i väckelsen som gick över bygden i början av 1900-talet. Det behövdes en samlingsplats i Öja eftersom vägen till sockenkyrkan och församlingshemmet var lång och ofta svårframkomlig innan broarna och strandvägen byggdes. Redan på 1930-talet aktualiserades bygget, men kriget framsköt projektet.
Bakom byggandet av bykyrkan stod hela byn, när arbetet väl kom igång. Byborna ställde upp med frivilliga insatser i form av stockar, talkoarbete och pengar. Karleby församling gick i borgen för ett lån. Ullånger, Öjas vänförsamling i Sverige, bidrog med glas och spikar. Huset byggdes på talko, men inredningen gjordes av avlönade yrkesmänniskor. Tyvärr saknas uppgifter om vem som snickrade altaret och predikstolen, endast Annie Krokfors färgförslag finns bevarat.
Trots de många frivilliga insatserna blev byggandet av bykyrkan kostsamt. Vid bykyrkans invigning år 1951 erbjöd sig därför Karleby församling att överta bykyrkan med egendom och skulder om Öja Kyrkliga Ungdomskrets så önskade. Kretsen skulle fortsättningsvis ha rätt att bestämma över bykyrkans förvaltning i samråd med församlingen. Eftersom uppehållandet av bykyrkan skulle ha blivit för betungande för föreningen beslöts enhälligt att överlåta bykyrkan till församlingen.
År 1984 blev bykyrkan tillbyggd med kök, wc och förråd samt ett rum på vinden. Samtidigt gjordes en grundrenovering av hela huset.

## Inventarier
Bland bykyrkans värdeföremål kan nämnas altartavlan Jesus stillar stormen, som är målad av konstnär Annie Krokfors, och en stor oljemålning, Jesu vandring till Golgata, målad och donerad av Matts Leander Cygnel.
År 1968 fick bykyrkan sin kyrkklocka, gjuten på Friis verkstad i Vittsar.
En dopskål av kristall fick bykyrkan som gåva redan vid invigningen år 1951 och vid bykyrkans 50-årsjubileum berikade Karleby kyrkliga samfällighet bykyrkan med en dopfunt.